# IGLL1
IGLL1 (англ. Immunoglobulin lambda like polypeptide 1) – білок, який кодується однойменним геном, розташованим у людей на короткому плечі 22-ї хромосоми. Довжина поліпептидного ланцюга білка становить 213 амінокислот, а молекулярна маса — 22 963.
| 10         |  | 20         |  | 30         |  | 40         |  | 50         |
| ---------- |  | ---------- |  | ---------- |  | ---------- |  | ---------- |
| MRPGTGQGGL |  | EAPGEPGPNL |  | RQRWPLLLLG |  | LAVVTHGLLR |  | PTAASQSRAL |
| GPGAPGGSSR |  | SSLRSRWGRF |  | LLQRGSWTGP |  | RCWPRGFQSK |  | HNSVTHVFGS |
| GTQLTVLSQP |  | KATPSVTLFP |  | PSSEELQANK |  | ATLVCLMNDF |  | YPGILTVTWK |
| ADGTPITQGV |  | EMTTPSKQSN |  | NKYAASSYLS |  | LTPEQWRSRR |  | SYSCQVMHEG |
| STVEKTVAPA |  | ECS        |  |            |  |            |  |            |

A: Аланін

C: Цистеїн

D: Аспарагінова кислота

E: Глутамінова кислота

F: Фенілаланін

G: Гліцин

H: Гістидин

I: Ізолейцин

K: Лізин

L: Лейцин

M: Метіонін

N: Аспарагін

P: Пролін

Q: Глутамін

R: Аргінін

S: Серин

T: Треонін

V: Валін

W: Триптофан

Задіяний у такому біологічному процесі, як альтернативний сплайсинг. 
Секретований назовні.